# Mungu ibariki Afrika
Mungu ibariki Afrika est l’hymne national de la Tanzanie. Il s’agit de la version en swahili de Nkosi Sikelel' iAfrika, composé par Enoch Sontonga, et repris également par la Zambie et partiellement par l’Afrique du Sud. Ce fut aussi l’hymne du Zimbabwe de 1980 à 1994, il est encore utilisé par les opposants de Robert Mugabe.

## Paroles
| Paroles officielles (sw) | Traduction en français |
| --- | --- |
| Mungu ibariki Afrika Wabariki Viongozi wake Hekima Umoja na Amani Hizi ni ngao zetu Afrika na watu wake. Ibariki Afrika Tubariki watoto wa Afrika. Mungu ibariki Tanzania Dumisha uhuru na Umoja Wake kwa Waume na Watoto Mungu Ibariki Tanzania na watu wake. Ibariki Tanzania Tubariki watoto wa Tanzania. | Dieu bénissez l’Afrique Bénissez ses dirigeants La sagesse, l’unité et la paix Ce sont nos boucliers À l’Afrique et son peuple Bénissez l'Afrique Bénissez-nous, enfants d'Afrique Dieu bénissez la Tanzanie Perpétuez la liberté et l'unité Femmes et hommes et enfants Dieu, bénissez La Tanzanie et son peuple Bénissez la Tanzanie Bénissez-nous, enfants de Tanzanie |